# Blizzard Beasts
Blizzard Beasts es el cuarto álbum de la banda noruega de black metal Immortal. Es el último en el que Demonaz toca la guitarra y el primero en el que Horgh toca la batería.
Estilísticamente, este disco posee más influencias del death metal que los trabajos anteriores del grupo (algunas pistas de sonido son similares a los antiguos Morbid Angel mezclado con el sonido tradicional del Immortal). La duración media de cada canción es de apenas 3 minutos, y sólo uno de ellas dura más de 6 minutos. 
Este es el último álbum en el que Demonaz desempeñaría la labor de guitarrista. Más tarde se le fue diagnosticada una tendiditis aguda que le impidió tocar la guitarra a la velocidad requerida para Immortal.
El álbum fue dedicado a Horgh.

## Lista de canciones
Toda la música por Abbath/Demonaz, letras de Demonaz
1. "Intro" – 1:00
2. "Blizzard Beasts" – 2:49
3. "Nebular Ravens Winter" – 4:13
4. "Suns That Sank Below" – 2:47
5. "Battlefields" – 3:40
6. "Mountains of Might" – 6:38
7. "Noctambulant" – 2:22
8. "Winter of the Ages" – 2:33
9. "Frostdemonstorm" – 2:54

## Créditos
- Abbath Doom Occulta – voces y bajo.
- Demonaz Doom Occulta – guitarra.
- Horgh - batería.

## Posiciones en las listas
| Año  | Álbum           | Lista                                 | Posición |
| ---- | --------------- | ------------------------------------- | -------- |
| 1997 | Blizzard Beasts | Lista oficial de álbumes en Finlandia | N.º 40   |